# Rebecca Lobo
Rebecca Lobo, född den 6 oktober 1973 i Hartford, Connecticut, är en amerikansk basketspelerska som tog tog OS-guld 1996 i Atlanta. Detta kom att bli USA:s första OS-guld i dambasket i en lång segersvit som hållit i sig till idag. 

## Klubbhistorik
- New York Liberty (1997–2001)
- Houston Comets (2002)
- Connecticut Sun (2003)